# 裕馨龄

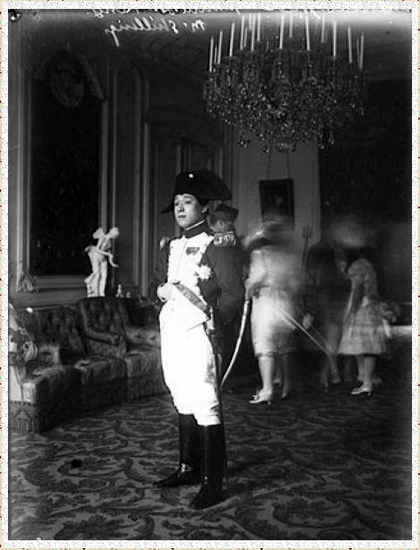
裕馨龄

裕馨龄（1879年—1932年），漢軍正白旗人。清朝末年官员，1905年4月至1911年10月任自强学堂提调。

## 生平
出生于湖北武昌，在兄妹五人中排行第四，在荆州、沙市长大，羅馬天主教徒。
- 早年被张之洞所倚重，参与创办私立湖北中西通艺学堂。
- 1902年與法國鋼琴教師珍妮芙·德納（Geneviève Deneux）完婚[3]。
- 1905年担任方言学堂提调，兼管湖北洋务局学堂所。
- 后历任湖北高等学堂督学、晋候补道员，岳麓高等学堂监督，晚年寓居上海。

## 家庭
- 其父裕庚为汉军旗人、外交官，1895年，任出使日本特命全权大臣三年，后又任驻法公使6年；母亲是法国人。
- 大哥名号不详；二哥：勋龄；三姐：德齡；五妹：容龄